# 이스즈 엘가 미오

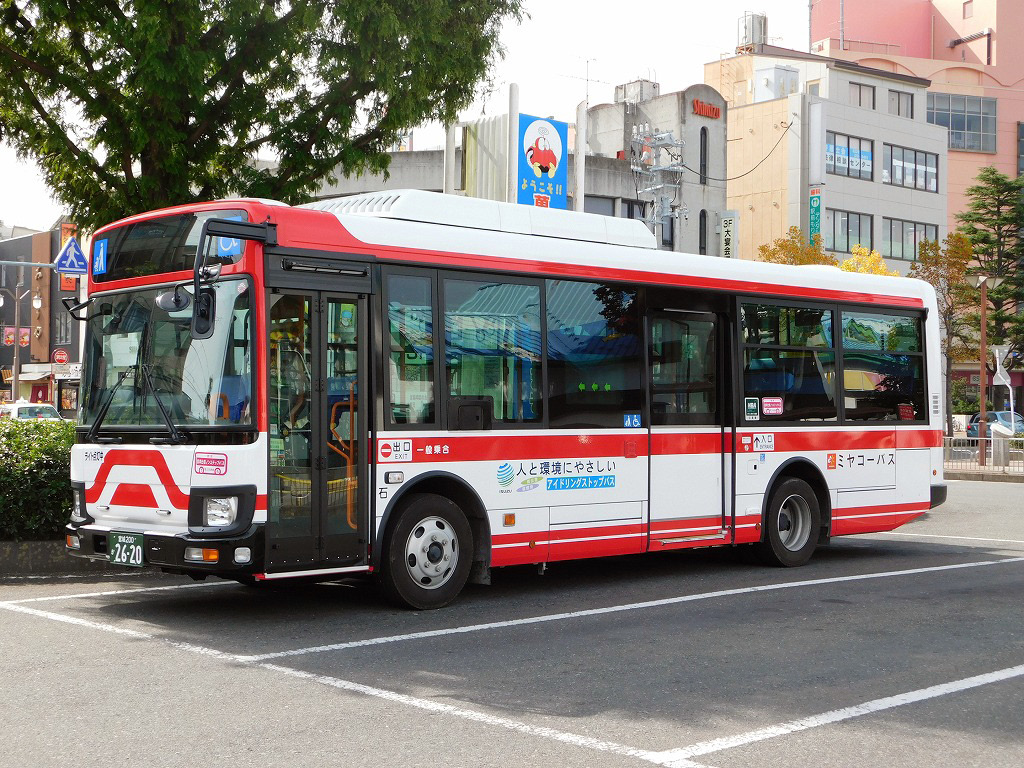
이스즈 엘가 미오

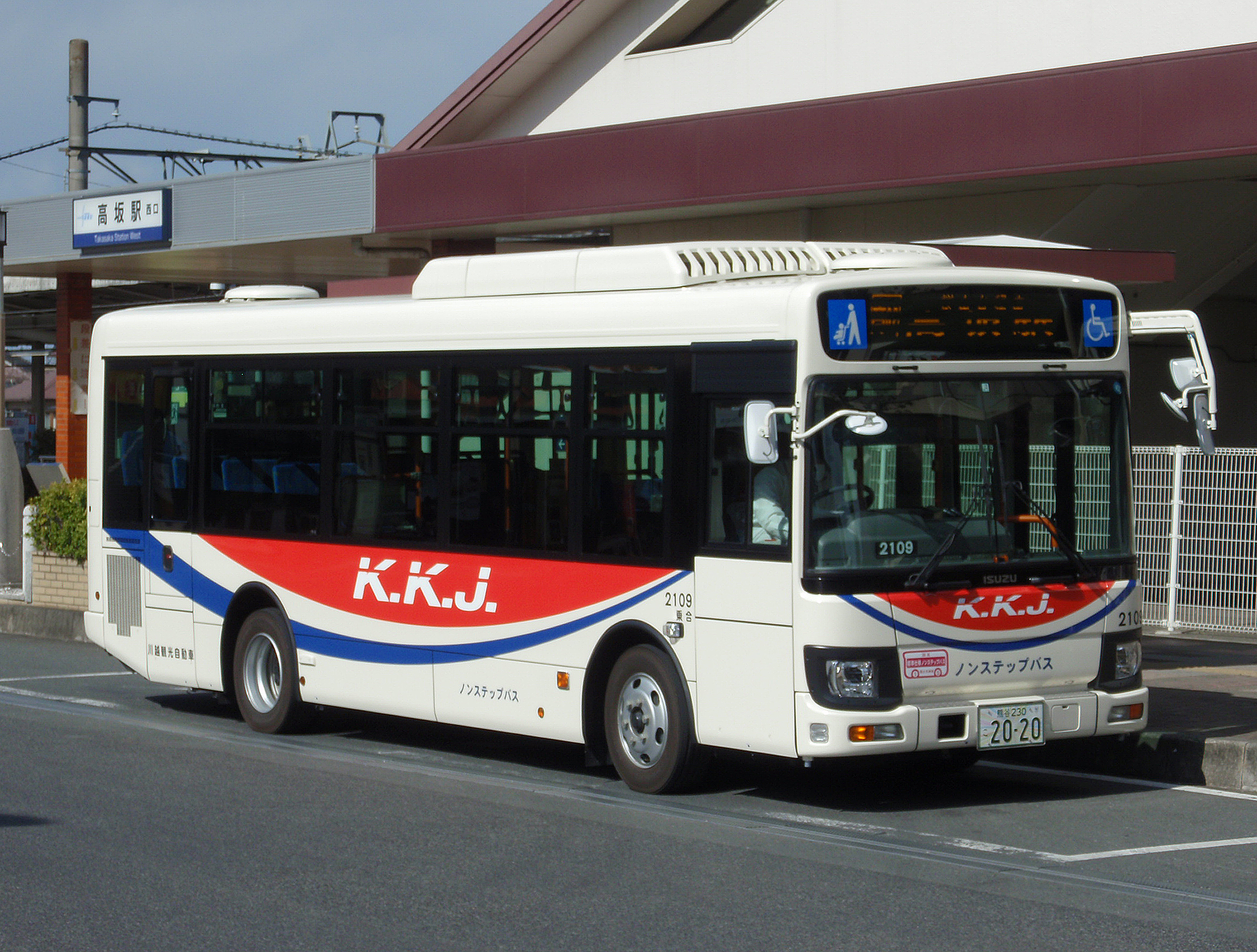
이스즈 엘가 미오 2세대

이스즈 엘가 미오(영어: Isuzu Erga mio, 일본어: いすゞ・いすゞ・エルガミオ 이스즈 에루가 미오[*])는 일본 이스즈 자동차가 만든 대형 버스 차량으로 1999년에 최초로 출시했다.

## 같이 보기
- 히노 레인보우
- 미쓰비시후소 에어로 미디